# Otto Steiger (Erfinder)
Otto Steiger, voller Name Johannes Otto Steiger, (* 16. September 1858 in Bauma, Kanton Zürich; † 1923) war ein Schweizer Erfinder von Rechenmaschinen.

## Leben
Steiger war aufgrund seiner Abstammung Bürger von Flawil, Kanton St. Gallen. Seine Eltern waren der in Bauma niedergelassene Weber Conrad Eduard Steiger (1823–1885) und dessen Frau Anna Catharina geb. Hugentobler (1832–1888), sein ein Jahr älterer Bruder war der spätere Flugzeugkonstrukteur Carl Steiger. Die Jacquard-Weberei des Vaters brannte um 1858 ab, und möglicherweise kam Otto Steiger danach wie sein Bruder Carl zu Verwandten in Pflege. Seine Profession wird mit Techniker angegeben. Nach einigen Angaben lebte Otto Steiger zeitweise in München, dort erfolgte der Bau der Prototypen seiner Rechenmaschine. Auf der Patentschrift von 1892 ist als Adresse St. Gallen angegeben.

## Rechenmaschine Millionär
Steiger ist für die Erfindung und den Bau der Rechenmaschine Millionär (englisch Millionaire) bekannt, der ersten kommerziell erfolgreichen Rechenmaschine mit direkter Multiplikation (deutsches Patent Nr. 72870, Kaiserliches Patent vom 23. Dezember 1892). Diese ist eine Multiplikationskörperrechenmaschine, in der das kleine Einmaleins mit Stäben kodiert. Die Maschine geht damit ähnlich vor wie ein menschlicher Rechner. Sie war deshalb bei Multiplikationen (und Divisionen) im Vergleich zu Maschinen, die die Multiplikation auf Additionsbasis ausführten, sehr schnell. Ein geübter Operator konnte zwei achtstellige Zahlen in sieben Sekunden multiplizieren. Für Additionen war sie anfangs zu langsam, bis 1913 mit einer eigenen zweiten Eingabetastatur und mit einem elektrischen Motor (1911) auch dieses Problem behoben wurde. Der Name Millionär stammt wahrscheinlich aus einer Werbeidee der Vertriebsfirma Stolzenburg Büromaschinen AG. Das erste kommerzielle Exemplar von 1894 hatte noch den Namen Excelsior.
Die Maschine wurde ab 1895 von der Firma von Hans W. Egli (Hans Walter Egli aus Kirchberg SG, 1862–1923) in München und ab 1898 in Zürich produziert. Die Prototypen von 1893 wurden bei der Feinmechanikerwerkstatt Falter & Sohn in München hergestellt und vier Maschinen 1895 von der Württembergischen Uhrenfabrik Bürk & Söhne in Schwenningen am Neckar. 1896 entstanden 12 Exemplare in der Firma Egli in München (Maistr. 4), der aber schon 1898 mit der Firma nach Zürich zog. Das Unternehmen bestand bis 1972, gab aber die Produktion seines letzten Modells (Madas) 1968 auf.
In der Zeit von 1893 bis 1935 wurden 4655 Exemplare gebaut. Insgesamt wurden 5074 Millionär-Maschinen und 25 Excelsior-Maschinen gebaut. Zuvor baute der Franzose Léon Bollée Rechenmaschinen, die auf dem gleichen Prinzip beruhen, aber nicht den Erfolg der Millionär hatten. Der Preis der Maschine war relativ hoch, zum Beispiel kostete sie Anfang des 20. Jahrhunderts in den USA 475 bis 1100 Dollar, etwa so viel wie ein Auto. Ein weiterer Nachteil war, dass die Maschine mit 35 kg relativ schwer war.
Die Millionär wurde erst durch das Aufkommen von Rotormaschinen in den 1930er-Jahren in der Geschwindigkeit überholt. Auch Egli baute Rotormaschinen (MADAS), die bis in die 1960er-Jahre produziert wurden und Entwurfdetails von Steiger enthielten. Die Millionär wurde 1896 bis 1941 und die Madas 1913 bis 1968 produziert (von der Madas insgesamt rund 94.000 Exemplare).
Ein Versuchsmodell (das erste mit Multiplikationskörpern) von 1891/92 ist im Arithmeum (Bonn) und unvollständig. Das Versuchsmodell gemäss dem im Deutschen Reichspatent 72870 geschilderten Einmaleinskörpers ist im Technorama, Winterthur. Das Technorama kaufte 1969 den gesamten historischen Bestand der Firma Egli und hat somit noch viele weitere Exemplare. Die spätere in kommerziellen Modellen verwendete Form des Einmaleinskörpers ist im US-Patent (US 558913) von 1895 beschrieben. Ein Schweizer Patent CH 6787 wurde 1893 erteilt. Ein weiteres Demonstrationsmodell ist im Deutschen Museum in München und die zweite Versuchsmaschine sowie ein Demonstrationsmodell im Museum für Kommunikation in Bern. Im Arithmeum ist auch ein Nachbau der zweiten Versuchsmaschine und ein weiteres kommerzielles Modell. Kommerzielle Maschinen sind in vielen Sammlungen, zum Beispiel im Science Museum in London, im Smithsonian in Washington, im Computer History Museum in Mountain View in Kalifornien, im Schweizer Nationalmuseum in Affoltern, im Historischen Museum Thurgau (Schloss Frauenfeld), im Mathematisch-Physikalischen Salon in Dresden, im Deutschen Bergbau-Museum in Bochum, am Geodätischen Institut der Universität Hannover, in der Sammlung mathematischer Modelle der Universität Göttingen und im Museum des Arts et Métiers in Paris. Die ETH Zürich erwarb 1897 eine Millionär (erste Kunde war die Bayerische Hypotheken- und Wechselbank).